# Bikiny

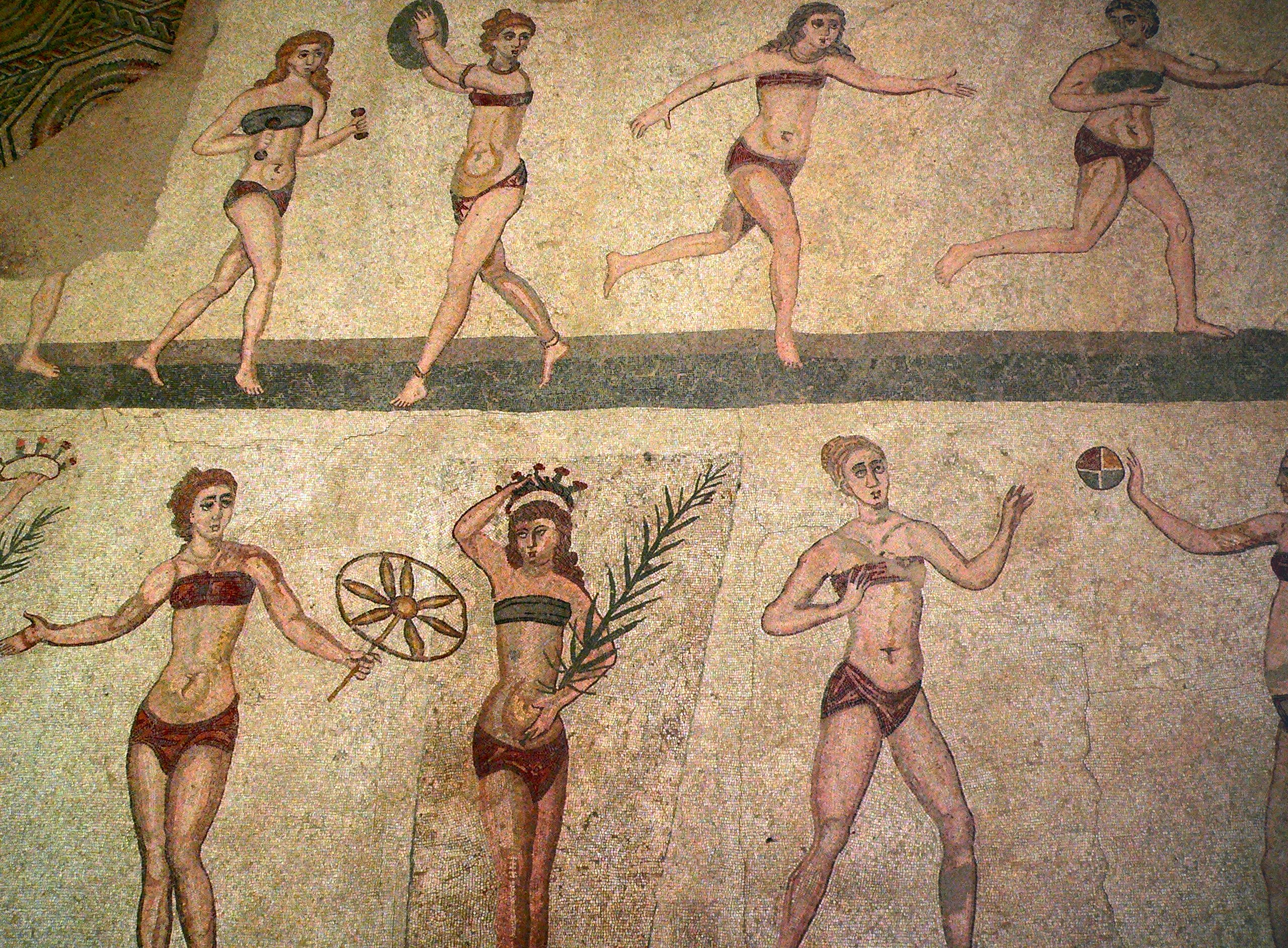
Ženské sportovkyně na římské mozaice ve Villa Romana del Casale

Slovo bikiny (anglicky: bikini) označuje dvoudílné dámské plavky, pro něž je charakteristické rozdělení na horní část zakrývající ňadra a spodní část zakrývající klín (oblast třísel) a zcela nebo jenom částečně hýždě. Tvary a střihy obou částí jsou velmi podobné tvarům podprsenek a kalhotek u běžného spodního prádla. Rozdílné jsou použité materiály, které reflektují odlišné nároky, které jsou na plavky kladeny ve vodním prostředí.

## Historie

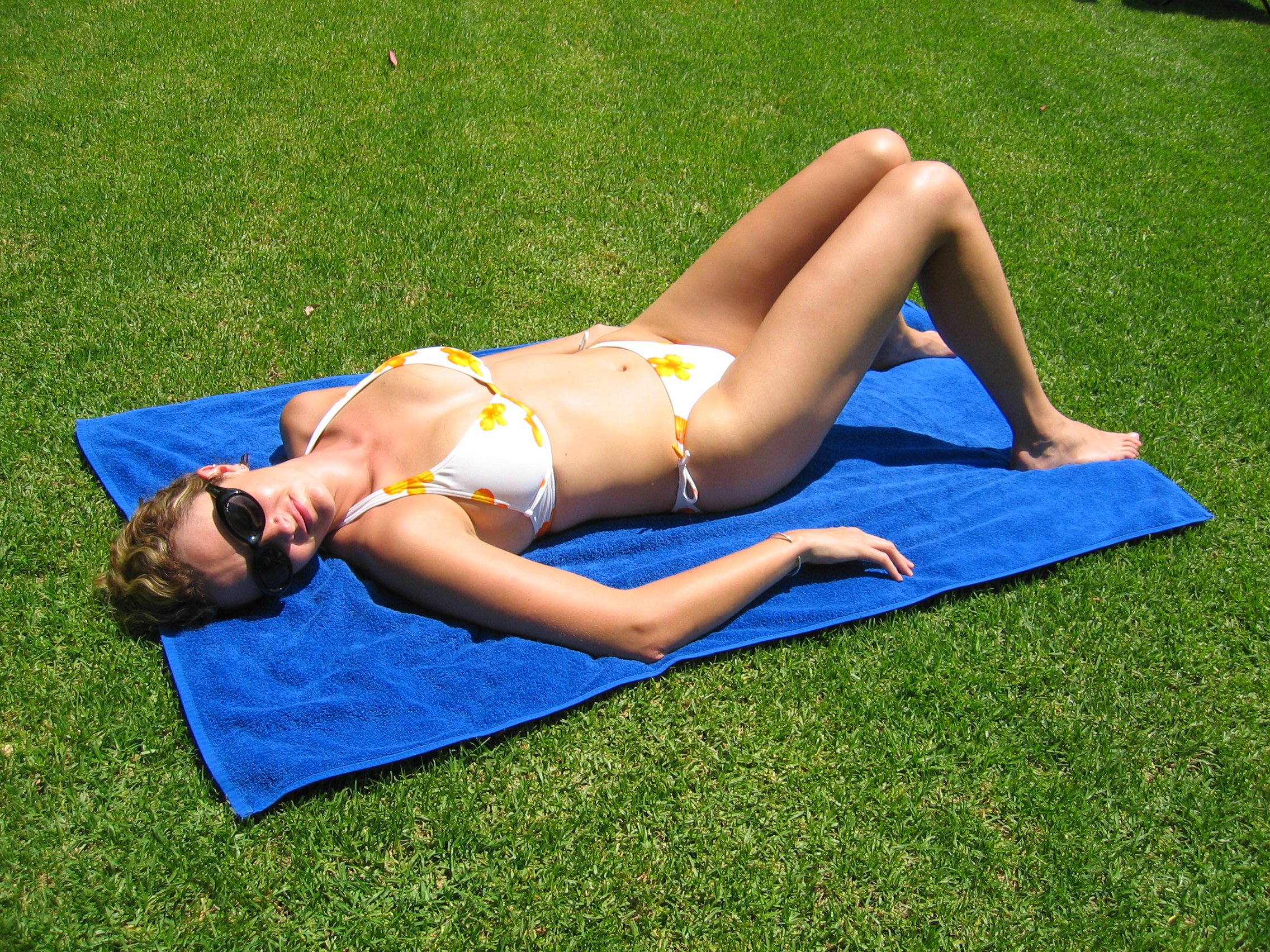
Dívka v bikinách, ležící

Jedna z prvních zmínek o dvoudílných ženských oděvech používaných pro atletické účely pochází již z antického Řecka z období okolo roku 1400 př. n. l. Ženy ve dvoudílném „sportovním“ obleku jsou zobrazeny také na řadě římských mozaik z 3. století př. n. l., odkrytých při výzkumu římské vily nedaleko města Piazza Armerina na Sicílii.
Za vynálezce bikin v moderním pojetí je považována dvojice Francouzů - inženýr Louis Réard (1897–1984) a návrhář Jacques Heim (1899–1967). Jako první představil v květnu 1946 v Cannes svoje plavky s názvem „Atome“ a sloganem „nejmenší plavky na světě“ Jacques Heim. Známější je však prezentace ještě menšího modelu inženýra Réarda, který představil svojí verzi plavek 5. července 1946 na módní přehlídce v pařížských lázních Piscine Molitor se sloganem „bikiny - menší než nejmenší plavky na světě“. Jednalo o model s nevyztuženými trojúhelníkovými díly podprsenky a string (šňůrkovými) kalhotkami se zadní částí připomínající styl tanga. Tyto plavky pojmenoval podle atolu Bikini, části Marshallových ostrovů v Tichém oceánu, na němž čtyři dny před přehlídkou proběhl americký jaderný pokus. Název měl symbolizovat „atomový výbuch“ ve světě dámské plážové módy a v přeneseném slova smyslu i množství použitého materiálu. Vzhledem ke střihu plavek nenalezl Louis Réard žádnou modelku, která by nové bikiny chtěla předvádět. Bikiny proto v lázních Molitor předvedla striptýzová tanečnice Micheline Bernardiniová. Představení nových plavek způsobilo mezi novináři i diváky nebývalý rozruch a vlnu kritiky.
V Českých zemích je za vynálezce dvoudílných plavek podle legendy považován Jára Cimrman, v tom případě by šlo o vynález přelomu 19. a 20. století.

## Vývoj

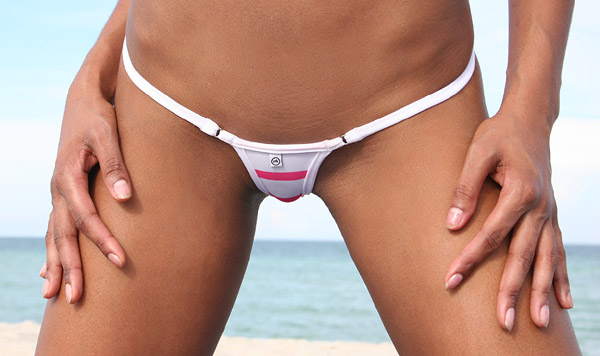
Mikrokiny - spodní díl

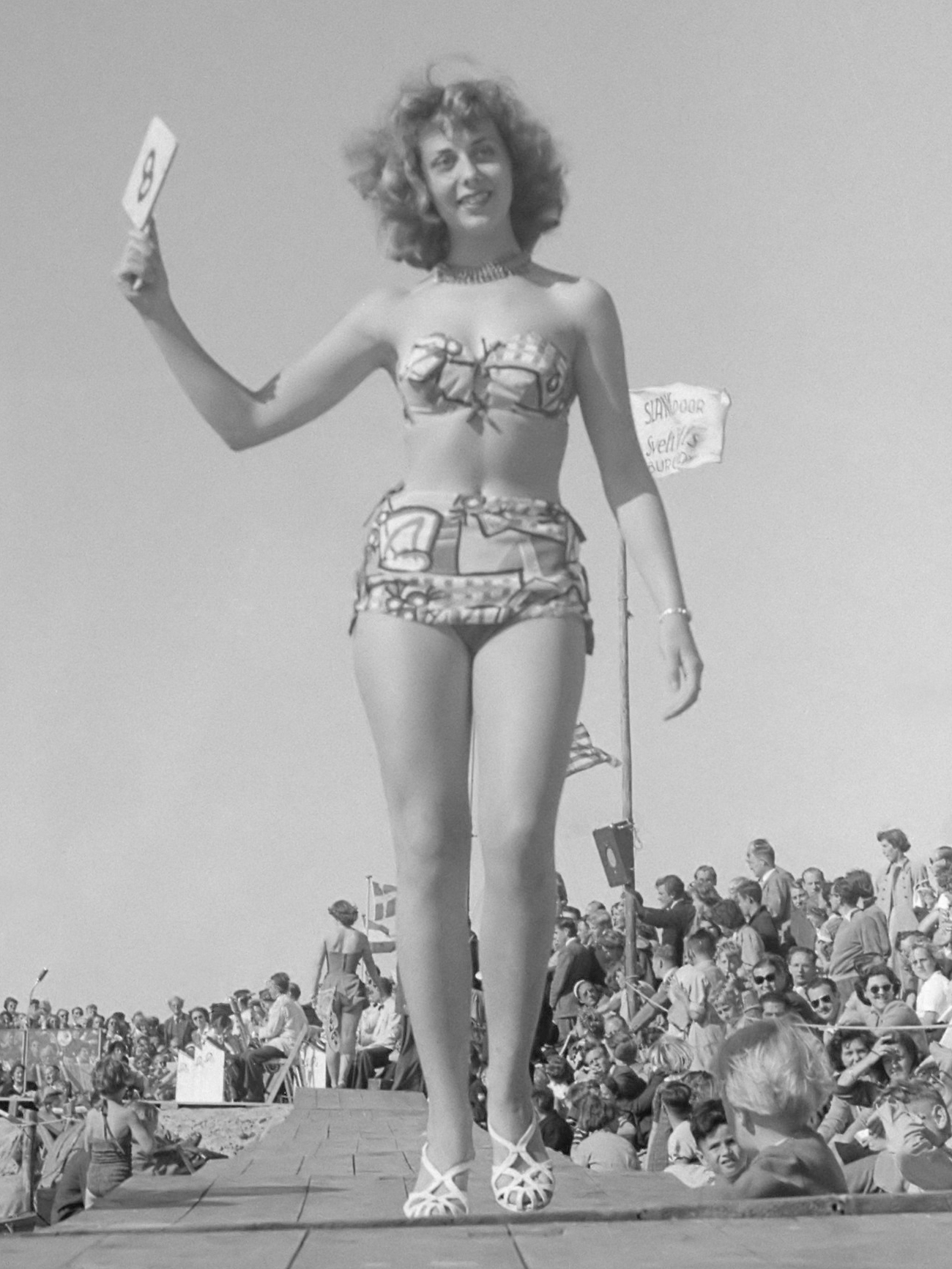
Mimi Kok, Holandsko, 1951

Do konce 40. let byly bikiny poněkud stranou zájmu světové módy a jejich rozšíření bránily i zákazy jejich nošení na plážích, které platily např. ve Španělsku, Portugalsku nebo Itálii. V 50. letech byly bikiny dokonce vyloučeny ze soutěže Miss World - údajně proto, aby nezvýhodňovaly odvážnější soutěžící před těmi stydlivějšími.
Přelomovou událostí pro masivní rozšíření tohoto typu plavek nejenom ve Spojených státech amerických bylo v roce 1957 natočení filmu „A bůh stvořil ženu“, kde se v bikinách ukázala francouzská filmová hvězda Brigitte Bardotová. Podobný účinek měla i scéna z „bondovky“ '"Doktor No" (1962), kde Ursula Andressová vystupuje z moře v bílých bikinách s nožem za opaskem, nebo scény z amerického filmu "Beach Party" (1963). V 60. letech se móda bikin postupně rozšiřuje téměř do celého světa a pro tvůrce i výrobce se bikiny stávají zajímavým obchodním artiklem.
Přestože již v roce 1964 přišel Američan rakouského původu Rudi Gernreich s prvními monokinami, které zcela postrádaly horní díl, patřily střihy bikin z období 50. a 60. let 20. století k nejkonzervativnějším. V 70. letech dochází k postupné změně střihů i použitých materiálů, jimiž se stávají především polyamidová, polyesterová a polyuretanová vlákna. Populárními se stávají string bikiny trojúhelníkového tvaru s úzkým nebo šňůrkovým bokem. V polovině dekády se v Brazílii objevují první moderní tanga - plavky, jejichž vznik byl údajně inspirován tradičním oblečením indiánských kmenů v brazilské Amazonii.
Vývoj bikin v období 80. a počátku 90. let byl poněkud utlumen nástupem módy jednodílných plavek, která reflektovala tehdejší rozmach aerobiku a rekreačního sportu obecně. Toto období však položilo základ obliby široké škály střihů od velmi konzervativních až po velmi odvážné střihy, z nichž se v polovině 90. let vyvinuly tzv. mikrokiny jež jsou charakteristické použitím minimálního množství materiálu a využitím mnoha typů moderních umělých vláken.
Počátek první dekády 21. století znamená nový rozmach vývoje těchto plavek a bikiny dominují dámské plážové módě. Mezi soudobé trendy patří např. retro styl 60. a 70 let 20. století; použití flitrů, stříbra, zlata a nových způsobů potisků; objevují se nové barevné variace a materiály, které umožňují např. výrobu velmi tenkých (téměř průhledných) bikin nebo tkanin propouštějících UV záření. Nabídka některých výrobců zahrnuje také plavky vyrobené z neoprenu nebo dokonce modely háčkované z bavlny a polyamidových vláken.

## Variace

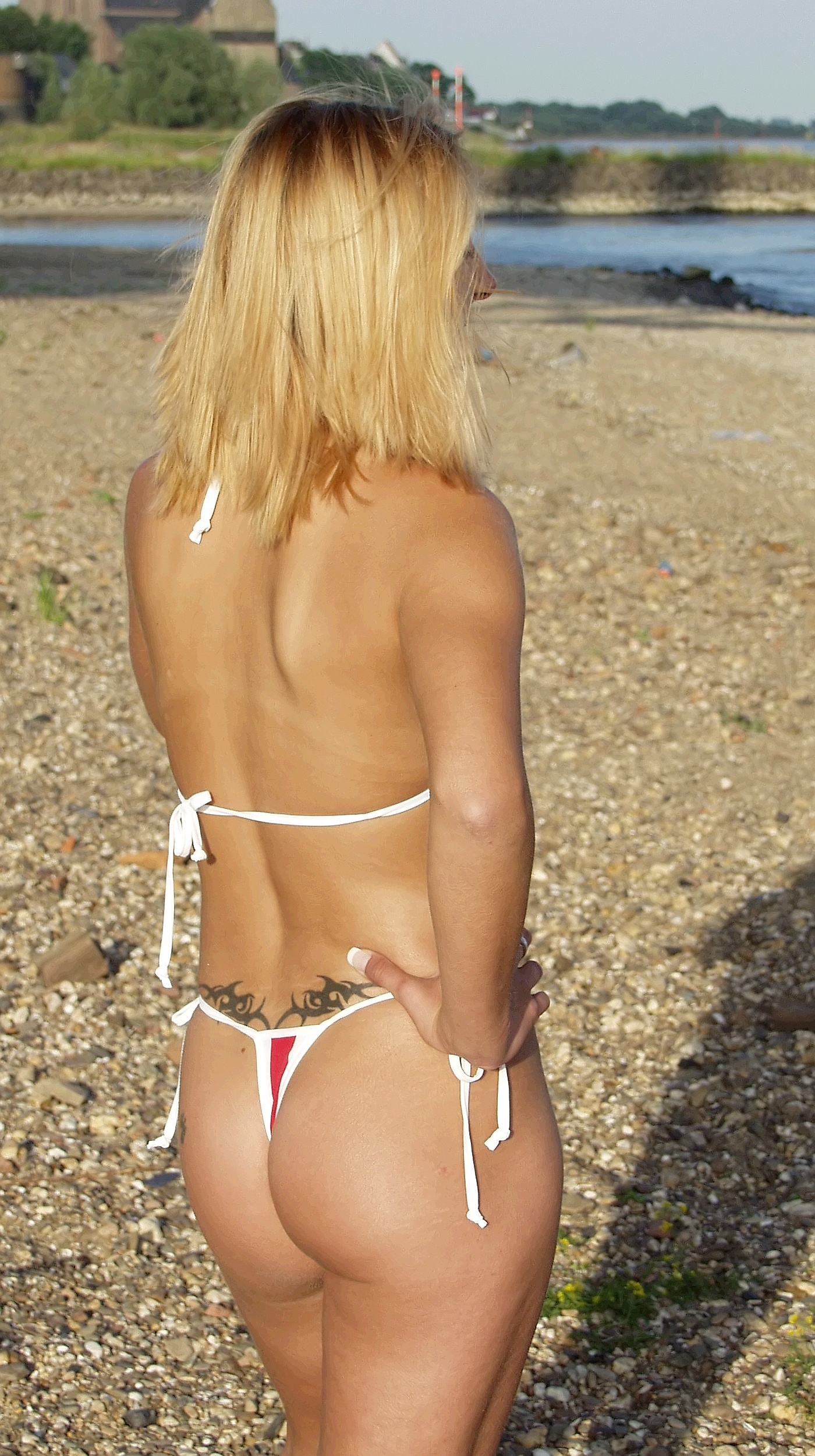
Tanga bikiny

- Monokiny 	- Jsou tvořeny pouze spodním dílem plavek, obvykle typu tanga nebo string (jejich inovativní varianta se jmenuje krakaténky[1] a inspirovali ji čeští kreativci).
- Tankiny 	- Jsou tvořeny spodním dílem plavek a horním dílem, který je oproti běžným bikinám pod košíčky rozšířený o pruh plavkové tkaniny různé šířky dosahující někdy až k úrovni břicha.
- String bikiny	- Pro spodní i horní díl plavek je charakteristické použití úzkých pruženek (pružných pásků obšitých plavkovou tkaninou), a to zejména u zavazování horního dílu a v oblasti kolem pasu u spodního dílu plavek. Součásti obou dílů jsou většinou tvarovány do podoby trojúhelníků. V češtině se někdy setkáme s označením „šňůrkové“ bikiny (plavky)
- Tanga 	- Spodní díl plavek tvořený v zadní části pouze malým trojúhelníkem tkaniny. Nezakrývá hýždě a mezi pruženkami kolem pasu i mezi hýžděmi je obvykle pouze úzký pruh tkaniny nebo pružné šňůrky
- T-back - Spodní díl plavek je podobný typu tanga, ale bez trojúhelníku plavkové tkaniny v zadní části, která je tvořena pouze úzkou pruženkou kolem pasu a na ní navazující pruženkou, která mezi hýžděmi spojuje zadní část s předním trojúhelníkovým dílem. Spojení těchto pruženek připomíná v zadní části písmeno T.
- V-kiny (výslovnost: ví kiny) - Spodní díl plavek, jehož přední díl připomíná svým tvarem písmeno V. Někdy bývá tímto termínem označen i G-string díl, u nějž spojení pruženek v zadní části připomíná písmeno V.
- Mikrokiny		 - Bikiny s minimálním využitím plavkové tkaniny. Obvykle se jedná o horní díl s nevyztuženými trojúhelníkovými košíčky typu string a spodní díl typu G-string, V-kini nebo T-front.
- Šortky 		- Spodní část plavek připomíná velmi krátké chlapecké kalhoty (tzv. šortky).
- Burkini - Celotělové plavky některých muslimských žen. Název vznikl spojením slov burka a bikiny. Ve skutečnosti se tedy nejedná o bikiny.

## Materiály
V současné době se pro šití plavek typu bikiny používají především materiály z umělých vláken, jejichž základ tvoří polyamid (např. Nylon), polyester nebo polyuretan (např. Lycra, Spandex, Elastan). Často dochází ke kombinaci těchto typů vláken – např. 80% polyamidu a 20% vlákna Lycra apod. V menší míře se používají i vlákna odvozená ze stromů, bavlny či dřevnatých rostlin (označené obchodním názvem Rayon).

## Galerie

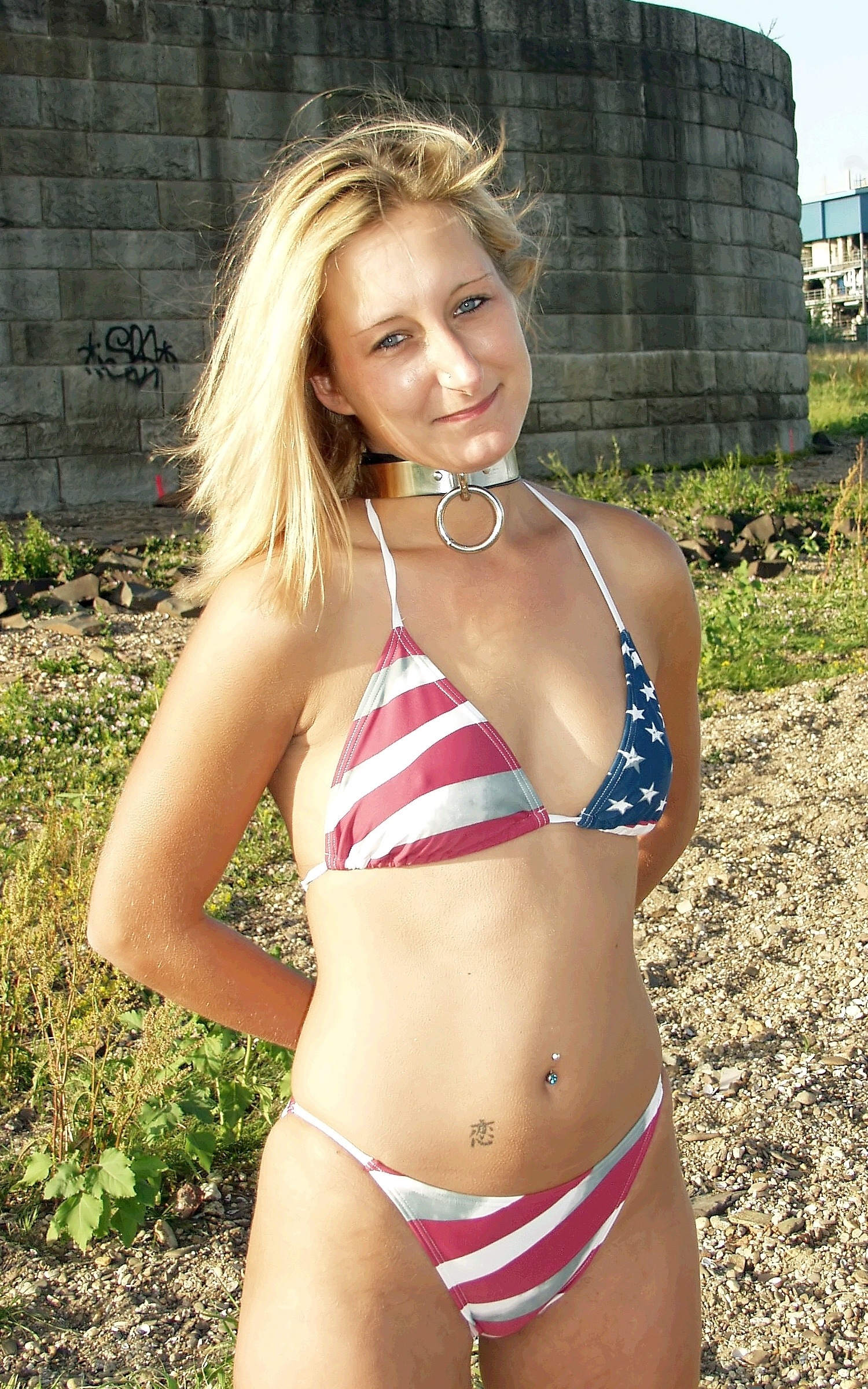